# 彼得·盧辛
彼得·賓納·盧辛（法語：Peter Bernard Luccin，1979年4月9日—），出生在馬賽，是一名法國足球員，司職防守中場。由於他的踢球風格粗野，領黃牌或紅牌對他來說並不陌生。在他22歲到西班牙發展後，他代表數支球隊累計上陣了超過300場正式賽事。

## 球會
盧辛出身自康城的青訓系統，其後他先後輾轉在波爾多、馬賽和巴黎聖日耳門效力。他在馬賽效力期間曾經獲會方寄予厚望，提供了一份長達12年的合約辛。2000/01球季，當時效力巴黎聖日耳門的他總共在該季領了10張黃牌。
2001年夏天，盧辛首次在法國以外的球會踢球，以外借形式加盟切爾達，不久後正式轉投。2002年3月24日，他在以6-1的比分擊敗畢爾包的賽事中首次代表球會取得入球。2003/04球季結束後，儘管他取得生涯新高的五次入球，同時亦兩度被逐，仍然無法阻止切爾達降班，他其後轉投馬德里體育會。
2007年8月26日，時任伯明翰領隊史提夫·布魯士曾經與盧辛商談加盟事宜，不過在8月31日，他最終於轉會市場結束前一小時加盟薩拉戈薩，與前切爾達領隊域陀·費南迪斯故劍重逢。2007/08球季，他總共取得14面黃牌，他單單在主場以3-3戰平愛斯賓奴的賽事中便已經領了兩面黃牌，而薩拉戈薩則在該季降班。
2008年6月19日，《每日郵報》透露時任新特蘭領隊萊·堅尼計劃買入盧辛，然而在9月2日，他最終在轉會市場結束前一天被外借至桑坦德，為期一年，以取代轉會至西維爾的艾度·德舒查。他由於受傷而缺陣了整個2008/09球季並返回薩拉戈薩
2010年7月，盧辛在蘇超球會些路迪試訓，但無任何成果。9月17日，他亦曾經前往科隆試訓，但並未成功。

## 國際賽
盧辛曾經代表法國在多個不同年齡級別參加青少年國際賽，包括代表法國U20出戰1997年世界青年足球錦標賽。

## 外部連結
- （法文）L'Équipe stats （页面存档备份，存于）
- （法文）彼得·盧辛 – 法國職業足球聯賽数据 – 支持法语（已存档）
- （西班牙文）Stats at Liga de Fútbol Profesional
- （英文）BDFutbol profile （页面存档备份，存于）